# 独占!ももクノ60分
独占!ももクノ60分（どくせん!ももクノろくじゅっぷん）は、ももいろクローバーZが行うライブシリーズの1つ。2013年7月以降は開催されていなかったが、2015年10月に番外編として約2年ぶりに開催された。

## 概要
不定期に開催され、1公演60分という時間制限の設けられたライブとなっている。ステージ上にはタイマーが設置され60分を超えると歌唱中であっても強制終了というルールのもとで行われる（最初と最後のトークは時間に含まれない）。タイトルは、「ももクロ」と「くノ一」を合わせた造語で、メンバーが颯爽と現れスピード感のあるライブを行うことから名づけられた（かつてテレビ朝日系列で放送されていた『独占!女の60分』のパロディーでもある）。
通常のライブではめったに披露しなくなってしまったグループ初期の楽曲を披露したり、ソロ曲を他メンバーが歌唱するなど、一風異なる趣向のセットリストが組まれる（全10曲）。そのため曲によっては歌もダンスもあやふやな状態となるが、そういった緩い雰囲気も含め、大がかりな演出や照明もない状態でのパフォーマンスが定番となっている。他アーティストのカバーが披露されることもある。

## vol.1
2011年10月9日、ベルサール秋葉原（東京都）で開催。2ndシングル「未来へススメ!」リリース時のツアー最終公演以来、2年ぶりの同所でのライブとなった。
1部　
- タイマーが不具合で作動しなかった。

2部
- 10曲目の途中で時間切れ｡

3部
- 前の月に公開された映画『モテキ』の挿入歌「走れ」を最後に歌った。

## vol.2
2012年1月7日、ベルサール秋葉原（東京都）で開催。
1部　
- 初期の持ち歌「気分はSuper Girl!」を披露。
- 10曲目の途中で時間切れ｡

2部　
- 高城れにの発案で「サンタさん」を2回連続して披露｡
- 玉井・佐々木が初期の持ち歌であった「言い訳Maybe」を披露。
- UFI名義の楽曲「We are UFI!!!」を披露。
- 10曲目の途中で時間切れ｡

3部
- 自己紹介の高速バージョンを初めて披露。

## vol.3
2012年6月9日、東武動物公園ハッピーオンステージ（埼玉県）で開催。
1部の前には､初代ファンクラブおよびそのポイント制度（クローバーポイント）の廃止に伴い､｢モバイルサイト会員限定!ポイント終了感謝祭｣が実施された。
1部　
- 初期の持ち歌「ラフスタイル」「MILKY WAY」を披露。

2部　
- 初期の持ち歌「冷凍みかん」「Hello...goodbye」「Dream Wave」「最強パレパレード」を披露。
- 9曲目が終了した時点でまだ10分残されていたことから、急遽「行くぜっ!怪盗少女」を10曲目に追加｡
- 11曲目のラスト1コーラスで時間切れ。音楽は止まったが、メンバーと観客がアカペラで最後まで歌い切った｡

## vol.4
2012年11月11日、さぬき市野外音楽広場テアトロン（香川県）で開催。
この公演から「シークレット曲」がセットリストに含まれ、演出の川上アキラがぶっつけ本番で流す任意の曲にメンバーが即座に対応して歌う。また､くじ引きで何の曲を誰が何人で歌うか決める「5W1Hコーナー」も新設された｡
1部　
- 初期の持ち歌「ラフスタイル」を披露。
- 5W1Hコーナーは玉井・有安・高城による「だって あーりんなんだもーん☆」。
- 9曲目の途中で時間切れ｡

2部　
- 初期の持ち歌「気分はSuper Girl!」「Hello...goodbye」「ハズムリズム」を披露。
- 5W1Hコーナーは佐々木・有安による「渚のラララ」と、全員による「…愛ですか?」。
- 1曲目の間奏で高城､2曲目の間奏で佐々木と玉井の自己紹介を行った｡
- 10曲目のアウトロ中に時間切れ。音楽は止まったが、観客のコールに合わせて最後まで踊り切った｡

## vol.5
2013年1月19日、石川県産業展示館3号館で開催。
金沢市に本社がある､ゴーゴーカレーのオリジナルパーカーをメンバーが着用した｡
1部　
- 初期の持ち歌「MILKY WAY」を披露。
- 桃黒亭一門名義の楽曲「ニッポン笑顔百景」を披露。
- 5W1Hコーナーは百田・玉井・佐々木・有安による「津軽半島龍飛崎」と、佐々木による 「Dream Wave」。

2部　
- 5W1Hコーナーは玉井・佐々木・高城による「行くぜっ!怪盗少女」と、佐々木・有安・高城による「あの空へ向かって」。
- 10曲目の途中で時間切れ｡

## vol.6
2013年2月16日、西原マリンパーク軽スポーツ広場（沖縄県）で開催。
1部　
- 有安が喉の療養後､公の場で初めて声を出した｡
- 初期の持ち歌「最強パレパレード」を披露。
- UFI名義の楽曲「We are UFI!!!」を披露。
- 5W1Hコーナーは百田・玉井・佐々木・高城による「渚のラララ」と、百田による 「未来へススメ!」。
- 10曲目の途中で時間切れ｡

2部　
- miwaとコラボした際に歌ったことのある「春になったら」を披露。
- 5W1Hコーナーは高城による「行くぜっ!怪盗少女」と、玉井・高城による 「ミライボウル」。

## vol.7
2013年7月7日、富士急ハイランドコニファーフォレスト（山梨県）で開催。
ファンの1人が高城にジャンケンで勝てば、セットリストを決める会議中にタイマーを止めることができる、というルールが追加された。第1部は20分以上もこのルールが適用されて時間に余裕ができてしまったため、第2部ではタイマーを止められるのが8分間に限定された。
1部
- 「上球物語 -Carpe diem- 」と「Chai Maxx」をミックスした「上球Maxx」を披露。両曲が似ていることから有安杏果が考案したもので、ファンクラブイベントに続き2回目の披露となった。
- 初期の持ち歌「Sweet Dream」を披露。
- 5W1Hコーナーは玉井・有安による「SWEAT&TEARS」と、玉井・有安・高城による 「ピンキージョーンズ」。

2部
- 初期の持ち歌「MILKY WAY」、「最強パレパレード」を披露。
- 5W1Hコーナーは百田・佐々木「あーりんは反抗期！」と、高城による 「ありがとうのプレゼント」。
- ラストは百田がソロで、「太陽とえくぼ」を開催場所にちなみ「太陽と富士山とえくぼ」として歌った。百田は「富士山を見て育ってきたので、富士山の前で歌うのは夢だった」とコメントした[4]。

## 番外編
2015年10月10日、サンドーム福井で「番外！ももクノ60分 めがね博2015」として2年ぶりに開催。"めがね認証"が実施され、観客は眼鏡着用を義務付けられた。(だて眼鏡やサングラス、もしくは顔に眼鏡をマジックで書いてもOKだった）
1部　
- 公開サウンドチェックとして「堂々平和宣言」を歌った。
- 他アーティストのカバーとしてAKB48「言い訳Maybe」、スマイレージ「夢見る15歳」などを披露。
- 「言い訳Maybe」は玉井・佐々木が、「夢見る15歳」は百田・玉井・佐々木・高城が歌った。
- 5W1Hコーナーは有安杏果による「SWEAT&TEARS」と、佐々木・有安による「愛羅武勇」。

2部
- 公開サウンドチェックとして「仮想ディストピア」を歌った。
- 他アーティストのカバーとしてAKB48「大声ダイヤモンド」、中島愛「星間飛行」、氣志團「SECRET LOVE STORY」を披露。
- 「星間飛行」は佐々木・有安が歌った。
- 5W1Hコーナーは百田・高城による「オレンジノート」と、百田・有安による 「シングルベッドはせまいのです」。